# Enceinte des Fanils

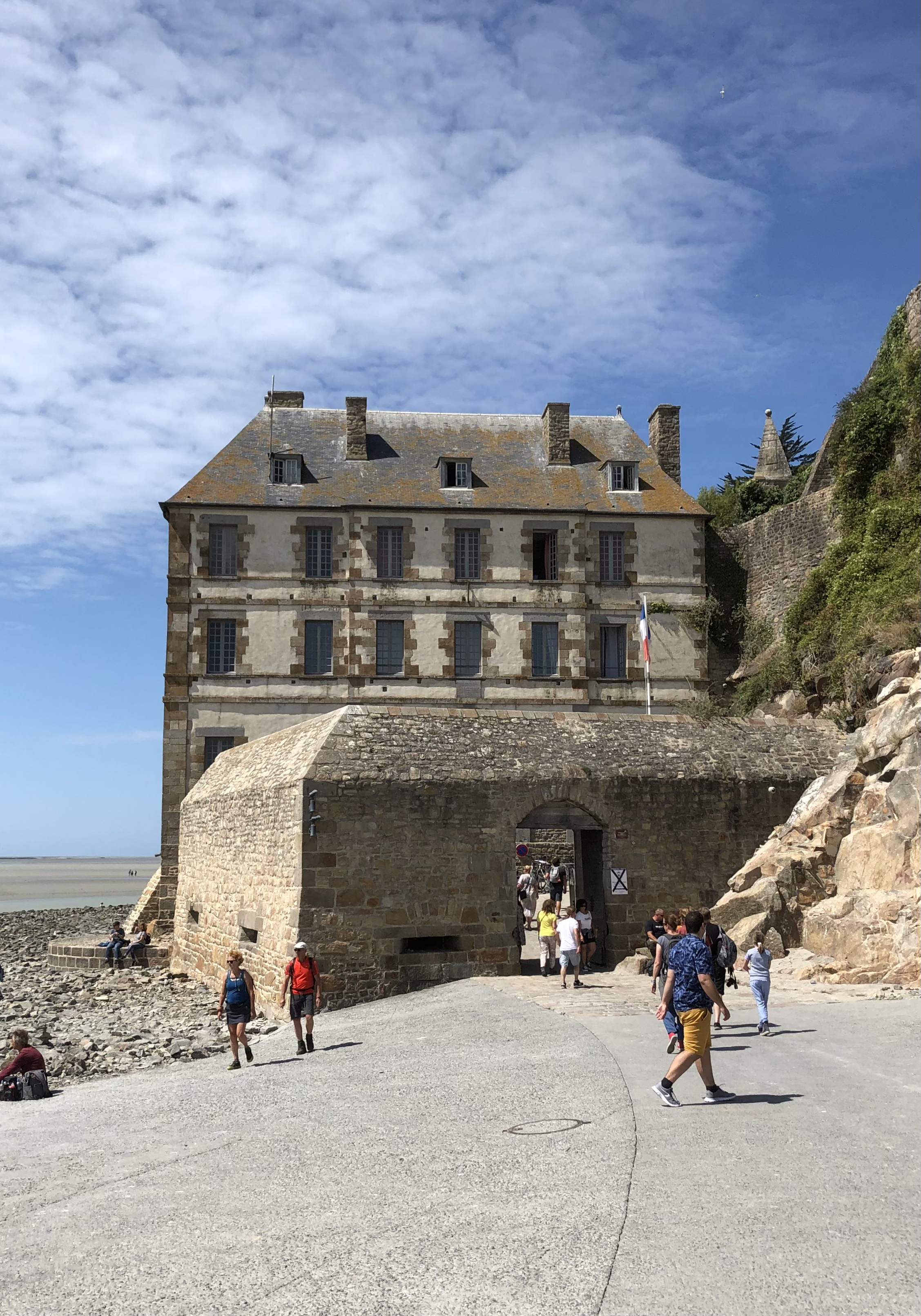
Enceinte des Fanils, 2022

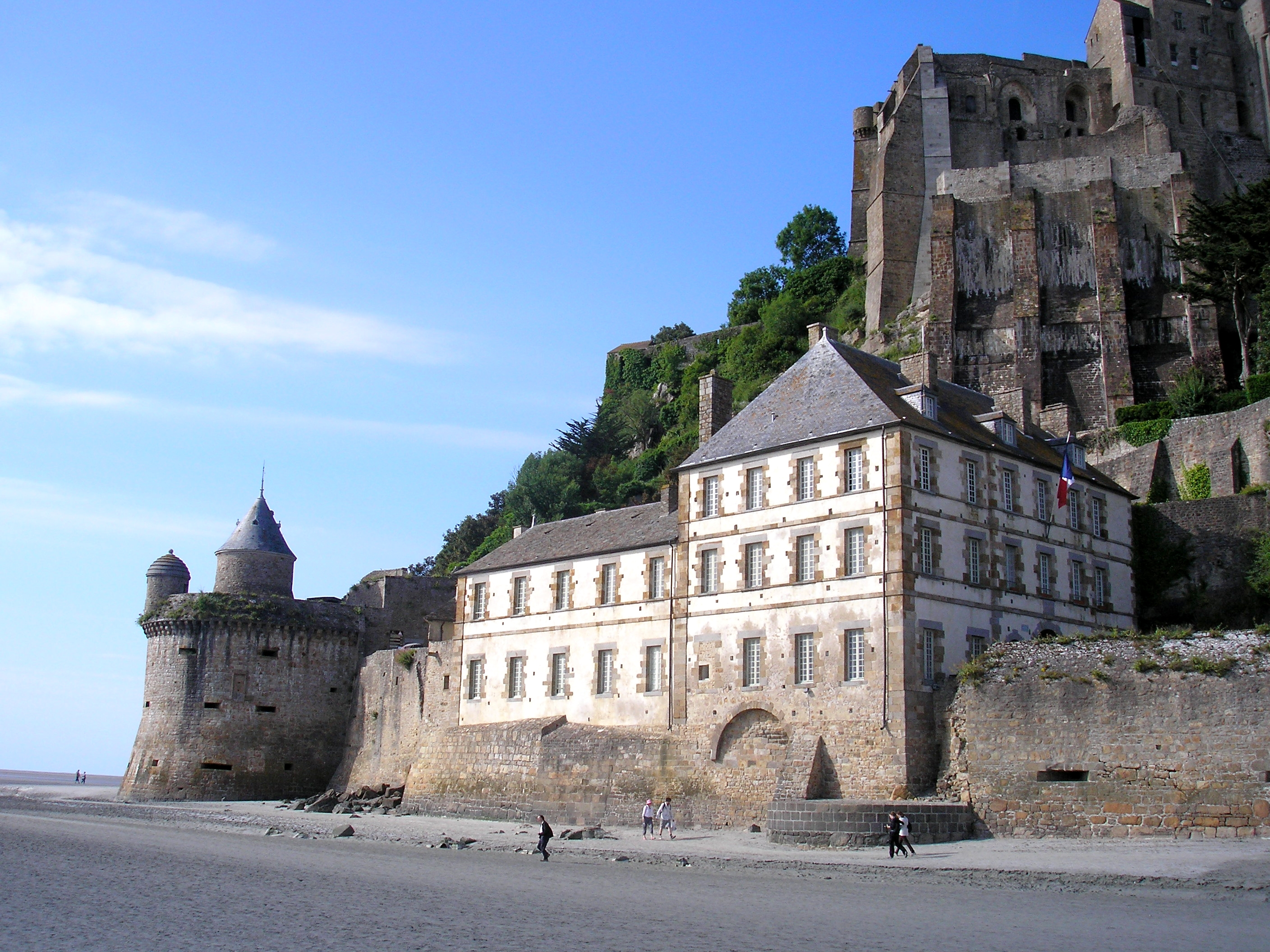
2009

Enceinte des Fanils ist ein Bauwerk der Stadtbefestigung Mont-Saint-Michel in der Gemeinde Le Mont-Saint-Michel in Frankreich.

## Lage
Die Anlage befindet sich an der Südwestküste der Insel Mont-Saint-Michel, westlich der Porte de l´Avancée, des Eingangstors zum Ort Mont-Saint-Michel.

## Architektur und Geschichte
Das Bauwerk besteht aus einem Mauerring und diente dem militärischen Schutz des in diesem Bereich bestehenden Vorratslagers der Abtei Mont-Saint-Michel. Die Anlage geht in Teilen bis auf das 13. Jahrhundert zurück und verfügte über zwei Wehrtürme. Im Südosten befand sich der Turm der Fischer, der jedoch nur noch in seinen Grundmauern erhalten ist. Er sicherte den Eingang zur Anlage. 1524 wurde durch Gabriel du Puy die Anlage im Westen mit der Errichtung des Turms Gabriel abgeschlossen. Im Jahr 1828 entstand im östlichen Teil der Anlage, an der Stelle der alten Vorratslager, eine Kaserne in der die ungefähr 100 Aufseher des Gefängnisses untergebracht waren, dass in dieser Zeit auf dem Mont-Saint-Michel untergebracht war.
1875 wurde die Anlage als Monument Historique registriert, eine Konkretisierung erfolgte mit Dekret vom 9. Mai 1904. Sie wird in der Liste der Monuments historiques in Le Mont-Saint-Michel unter der Nummer PA00110466 mit dem Status Classé geführt. Die Anlage befindet sich im staatlichen Eigentum.